# Bodarne, Uddsarvet en Åkre
Bodarne, Uddsarvet en Åkre (Zweeds: Bodarne, Uddsarvet och Åkre) is een småort in de gemeente Säter in het landschap Dalarna en de provincie Dalarnas län in Zweden. Het småort heeft 66 inwoners (2005) en een oppervlakte van 19 hectare. Eigenlijk bestaat het småort uit drie plaatsen: Bodarne, Uddsarvet en Åkre.